# 나카자토촌 (가나가와현)
나카자토촌(일본어: 中里村)은 1889년 4월 1일부터 1939년 4월 1일까지 존재했던 일본 가나가와현 쓰즈키군의 촌이다. 

## 지리
현재의 요코하마시 아오바구 북부, 미도리구 북부에 해당한다.

## 역사
- 1889년 4월 1일 - 정촌제 시행에 의해 쓰즈키군 나카자토촌이 성립하였다.
- 1939년 4월 1일 - 요코하마시에 편입해, 동일 나카자토촌은 폐지되어, 동일에 신설된 고호쿠구의 일부가 되었다.
- 1969년 4월 1일 - 요코하마시 고호쿠구에서 분구해 아오바구가 되었다.

## 교통

### 철도노선
현재는 도큐덴엔토시선 이치가오역, 후지가오카역이 존재하지만 당시에는 미개업 상태였다.

## 참고 문헌
- 角川日本地名大辞典編纂委員会,『角川日本地名大辞典 神奈川県』1984, 角川書店